# Haré Raama Haré Krishna
 (mars 2022).
Si vous disposez d'ouvrages ou d'articles de référence ou si vous connaissez des sites web de qualité traitant du thème abordé ici, merci de compléter l'article en donnant les références utiles à sa vérifiabilité et en les liant à la section « Notes et références ».

Haré Raama Haré Krishna est un film indien réalisé en 1971 par Dev Anand.

## Synopsis
Prashant (Dev Anand) sa sœur Jasbir (Zeenat Aman) sont deux indiens élevés à Montréal. Ils comptent beaucoup l'un pour l'autre mais sont finalement séparés lorsque leurs parents divorcent. Afin de rendre supportable la perte de Prashant par Jasbir, leur père décide de laisser croire à la petite fille que son frère et sa mère sont morts. De son côté, Prashant se promet de devenir pilote d'avion afin d'aller retrouver sa sœur au Canada. Seize ans plus tard Prashant se rend  à Katmandou, sur les indications de son père qui vient tout juste de reprendre contact avec lui. Jasbir, qui s'était enfuie du Québec en volant de l'argent à son père et en décidant de changer de prénom (elle est devenue « Janice »), vit au Népal parmi des hippies, dans une communauté Hare Krishna où les drogues et la musique l'aident à oublier sa propre vie. 

Lorsque Prashant la reconnaît, elle ne veut pas croire qu'il s'agit bien de son frère. Tout en essayant de se rapprocher de Jasbir, Prashant rencontre Shanti (Mumtaz) dont il tombe amoureux et avec qui il se marie.

Autour de ces trois personnages se trame une sombre histoire de trafic de statues religieuses que certains cherchent à faire endosser par Prashant. De leur côté, les parents de Jasbir et de Prashant atterrissent chacun au Népal et se revoient pour la première fois depuis leur divorce. Lorsqu'il se rappelle les paroles de la chanson Phoolon Ka Taro Ka, qu'il chantait à sa sœur lorsqu'ils étaient enfants, Prashant est reconnu par Jasbir. La famille ne sera pas réunie longtemps car Jasbir finit par mourir (intentionnellement) d'une surdose de psychotropes au moment où son frère est innocenté.

## Distribution
- Dev Anand : Prashant Jaiswal
- Zeenat Aman : Jasbir/Janice Jaiswal
- Kishore Sahu : M. Jaiswal
- Achala Sachdev : Mme Jaiswal
- Indrani Mukherjee : La seconde Mme Jaiswal
- Mumtaz : Shanti
- Prem Chopra : Dronacharya
- Rajendra Nath : Toofan
- Mehmood Jr. : Machina
- Sudhir
- Mumtaz Begum
- Iftekhar : IGP
- Kunki Anand
- Raj Kishore : Sakhi
- Gautam Sarin

## Fiche technique
- Titre : Haré Raama Haré Krishna
- Année : 1971
- Réalisateur : Dev Anand
- scénariste : Dev Anand
- producteur : Dev Anand (Navketan International Films)
- Musique : Rahul Dev Burman (paroles : Anand Bakshi)
- Pays : Inde
- Langue : Hindi
- Durée : 149 minutes
- Format : couleurs
- Lieu de tournage : Katmandou (Népal)

## Autour du film
Les scènes qui se déroulent au Canada ont été tournées en studio, en Inde, mais les scènes qui se déroulent à Katmandou ont bien été tournées au Népal, avec la population locale des népalais mais aussi des hippies.

Le film, qui fustige le dévoiement des valeurs traditionnelles indiennes (avec notamment la chanson Ram Ka Naam Badnaam Na Karo - ne déshonore pas le nom de Ram, chantée par Kishore Kumar) et l'occidentalisation (divorce), a été un grand succès en Inde. La chanson Dum Maro Dum, chantée par Asha Bhosle, connaît plusieurs versions dans le film. Très populaire, elle a été chantée de nombreuses fois par Usha Uthup. Des samples du titre ont été utilisés par le Deejay britannique San-j Sanj (So Real So Right) et par Method Man (What's Happenin). Dum Maro Dum fait aussi partie de la bande originale du jeu Grand Theft Auto: Liberty City Stories

## Récompenses
- 1973 : Filmfare Award de la meilleure chanteuse : Asha Bhosle pour la chanson Dum maro dum
- 1973 : Filmfare Award du meilleur second rôle féminin : Zeenat Aman